# 第7回日劇學院賞
←第6回 - 第7回 - 第8回→
第7回日劇學院賞，為針對1995年10月到12月在日本播出的秋季檔連續劇之投票與評比。此季由知名編劇家野島伸司編寫、石田壹成主演的話題劇《未成年》獲得最優秀作品賞，此劇在本回學院賞亦獲得六個獎項。

## 最優秀作品賞
《未成年》（TBS電視台）

## 演技類

### 主演男優賞
石田壹成（《未成年》）

### 主演女優賞
鈴木保奈美（《戀人啊》）

### 助演男優賞
香取慎吾（《未成年》）

### 助演女優賞
飯島直子（《八郎一馬力爭上游》）

### 新人賞
江角真紀子（《光輝的鄰太郎》）

## 製作類

### 服裝造型賞
木村拓哉（《八郎一馬力爭上游》）

### 攝影賞
CX《戀人啊》

### 編劇賞
野島伸司（《未成年》）

### 導演賞
鈴木雅之、中江功、臼井裕詞、石坂理江子（《戀愛夢想家》）

### 卡司賞
TBS《未成年》

### 片頭賞
尾崎充信（NHK大河劇《八代將軍吉宗》）

### 主題曲賞
〈TOP OF THE WORLD〉木匠兄妹（《未成年》）

## 特別賞
《戀愛夢想家》的劇中音樂（本間勇輔）